# Complemento agente
El complemento agente es el sintagma preposicional que realiza la acción en las construcciones pasivas en las lenguas que tienen este tipo de construcción. En español, por lo general va encabezado por la preposición por o de, o una locución prepositiva equivalente. Ejemplo:
Lorca era conocido por todos / de todos.
En la frase anterior, el sujeto paciente de la pasiva analítica es Lorca y recibe la acción de ser conocido, que ejecuta el complemento agente, todos. Los complementos agentes introducidos por de eran más frecuentes en el español de la Edad Media que los introducidos mediante por; en el Siglo de Oro el uso es semejante, y en los tiempos modernos predomina por.
Bien como la ñudosa
carrasca, en alto risco desmochada
con hacha poderosa
del ser despedazada
del hierro torna rica y esforzada... (Fray Luis de León, Oda XII - A Felipe Ruiz, siglo XVI)
En la versión activa de las oraciones pasivas, el complemento agente se transmuta en sujeto agente, mientras que el sujeto paciente se transforma en complemento directo: Todos conocían a Lorca.
En español, no es frecuente que aparezca el complemento agente en las pasivas sintéticas o reflejas: "Se vende piso." (por alguien o algo)